# Zoltán Gábos
Zoltán Gábos (n. 24 octombrie 1924, Huedin, România – d. 9 aprilie 2018, Cluj-Napoca, România) a fost un profesor emerit de fizică teoretică la Universitatea Babeș-Bolyai din Cluj-Napoca, membru extern al Academiei de științe Ungare.

## Studii
A studiat la Universitatea de Tehnologie și Economie din Budapesta, absolvind în 1944.

## Preocupări ștințifice
A elaborat un model Lagrange pentru studiul mișcărilor de rotație relativiste, aceasta fiind recunoscut la nivel internațional. A efectuat cercetări importante și în domeniul teoriei cuantice a particulelor cu spin înalt, a polarizării particulelor și a extins domeniul de aplicabilitate al ecuației Hamilton-Jacobi.

## Premii
- 2005 - premiul Arany János al Academiei de științe Ungare

## Lucrări publicate
- A kémiai termodinamika alapjai, Cluj, 1957
- Termodinamica fenomenologică, 1959
- Fundamentele mecanicii (coautori: Dimitrie Mangeron, I. Stan), 1962
- Termodinamica și fizica statistică (coautor Oliviu Gherman), 1964, 1967
- Curs de termodinamică și fizica statistică, Сluj, 1981
- Az elméleti fizika alapjai, Cluj, 1982
- Termodinamika, Erdélyi Múzeum-Egyesület, Сluj, 1996